# Trypophyllum
Trypophyllum is een geslacht van rechtvleugeligen uit de familie doornsprinkhanen (Tetrigidae). De wetenschappelijke naam van dit geslacht is voor het eerst geldig gepubliceerd in 1890 door Karsch.

## Soorten
Het geslacht Trypophyllum  is monotypisch en omvat slechts de volgende soort:
- Trypophyllum glabrifrons (Karsch, 1890)